# Onthophagus denticornis
Onthophagus denticornis là một loài bọ cánh cứng trong họ Bọ hung (Scarabaeidae).